# Leonhard Ragaz
Leonhard Ragaz (Tamins, 28 juli 1868 - Zürich, 6 december 1945) was een Zwitsers gereformeerd predikant, pacifist en voorman van de religieus-sociale beweging in Zwitserland.

## Biografie
Afkomstig uit een boerenfamilie in Graubünden studeerde hij theologie in Bazel, Jena en Berlijn. Nadien was hij achtereenvolgens predikant te Flerden (1890-1893), Chur (1893-1902) en Bazel (1902-1908). In deze laatste gemeente was hij als predikant verbonden aan de Munster van Bazel. Daarnaast was hij van 1903 tot 1905 leraar godsdienst te Chur. Vanaf 1908 was hij hoogleraar systematische- en praktische theologie aan de Universiteit van Zürich. Sinds het begin van de eeuwwisseling voelde hij zich steeds meer aangetrokken tot een christelijk socialisme. In 1906 was hij betrokken bij de religieus-sociale beweging en gaf jarenlang leiding aan deze beweging. Hij verwierf hierdoor ook veel internationale invloed. In 1913 sloot hij zich aan bij de Sociaaldemocratische Partij van Zwitserland (SP/PS) en behoorde binnen deze partij tot niet-marxistische en libertaire vleugel. Van 1921 tot zijn dood in 1945 was hij hoofdredacteur van het religieus-sociale blad Neue Wege. In 1921 nam hij als hoogleraar ontslag uit onvrede over het burgerlijk karakter van de Zwitserse Gereformeerde Kerk en vestigde zich in de Zürcher arbeidersbuurt Aussersihl.
Vanwege zijn sterk pacifistische opvattingen trad hij in 1935 uit de SP/PS omdat deze partij inmiddels haar ontwapeningsstandpunt had losgelaten. Hij richtte zich steeds meer op de dialoog tussen christen- en jodendom en nam een onverzoenlijke houding aan ten opzichte van het antisemitisme en het opkomend nationaalsocialisme. Van 1941 tot 1944 koos hij ervoor om Neue Wege illegaal te laten verschijnen om zo de mediacensuur - ingesteld aan het begin van de Tweede Wereldoorlog - te ontlopen. Ragaz overleed in 1945.

## Theologie
Ragaz was een aanhanger van de zogenaamde Godsrijktheologie (Reich-Gottes-Theologie) zoals ontwikkeld door de Duitse theoloog en predikant Christoph Blumhardt (1842-1919). Deze politieke theologie is duidelijk eschatologisch getint en is gericht op de komst van het Koninkrijk van God. Het is de taak van christenen om in het klein iets van dit Godsrijk te laten doorschemeren in hun praktisch handelen. Hierbij moet niet direct worden gedacht aan politieke besluitvorming om van staatswege wetten en leefregels op stellen. Dit kan soms wel nodig zijn, maar Ragaz en zijn geestverwanten denken in navolging van Blumhardt eerder aan het oprichten van zelfhulporganisaties, vakverenigingen en coöperaties. De kunst is om de (centrale) regering zoveel mogelijk op een afstand te houden. Vrijheid en vrijwilligheid zijn de sleutelprincipes.
Ragaz moest weinig hebben van het in zijn ogen verburgerlijkte en zelfgenoegzame institutionele christendom van zijn dagen. Staat en Kerk moesten elkaar zoveel mogelijk met rust laten. Het tijdelijke en eeuwige staan nu eenmaal op gespannen voet met elkaar. Ragaz en de religieus-socialen dachten minarchistisch en een zekere afkeer van de overheid schemert door in hun theologie. Toch moet de Staat wel blijven bestaan, het anarchisme (blijkbaar opgevat als chaos en wanorde) wordt afgewezen. De religieus-socialen waren sterk pacifistisch en velen waren dienstweigeraars. Toch (tegenstrijdig!) konden christenen wel degelijk dienst konden nemen in het leger als zij dit met hun geweten in het reine konden brengen. Soms werden door Ragaz en de zijnen ook conservatieve denkbeelden verdedigd, waaronder het burgerlijk huwelijk en aloude tradities; maar ook liberale denkbeelden, zoals de democratie en de ontplooiing van het individu. In iedere ideologie schemert wel iets door van de liefde en wil van God.
Ragaz wist individualisme en socialisme te verenigen in een krachtige synthese. Hij neemt vaak het individu (Einzelne) als uitgangspunt omdat het individu, door God geroepen, soms een krachtiger en meer tot de verbeelding sprekende vertegenwoordiger (Representant) van het Godsrijk kan zijn dan het collectief. Anderzijds komt het individu pas tot zijn recht als hij samen met anderen een gemeenschap van gerechtigheid wil opbouwen. De enkeling behoudt zijn unieke kwaliteiten, maar stelt deze vrijelijk ten dienste van het goede. Hoogtepunt van de synthese van individualisme en socialisme vinden we in het plaatsvervangend lijden van Jezus Christus die de last, het lijden, zwakheid e.d. van de anderen tot het zijne maakt en daarmee de grootst mogelijke solidariteit toont met de medemens, tegelijkertijd symboliseert Christus het verzet van de enkeling tegen de krachten van de wereld.
Tijdens de Tweede Wereldoorlog schreef Ragaz zijn magnum opus, het zeven banden tellende Die Bibel – eine Deutung, dat na zijn dood werd uitgeven door zijn geestverwanten.

## Invloed op dedialectische theologie
De invloed van Ragaz op de dialectische theologie mag niet onderschat worden. Karl Barth en Emil Brunner voelden zich aanvankelijk aangetrokken tot het religieus-socialisme, maar keerden zich hier later van af. Barth bleef openlijk socialist, schoof zelfs nog verder op naar links, maar achtte het niet meer mogelijk om christen-socialist te zijn. De distantie ten opzichte van de staatsmacht, de invloed van Blumhardt e.d. laten zien dat Barth sterk de invloed van Ragaz heeft ondergaan.

## Privé
Leonhard Ragaz trouwde in 1901 met Clara Nadig (1874-1957), die zeer actief was in de socialistische vrouwenbeweging en doceerde aan vormingscentra voor vrouwen en meisjes. Zij streefde naar volstrekte gelijkheid tussen de beide seksen, vooral op politiek terrein.

## Trivia
- De Zwitserse lerares, schrijfster en journaliste Tina Truog-Saluz volgde les bij hem.[8]

## Werken
- Du sollst. Grundzüge einer sittlichen Weltanschauung, Waetzel, Freiburg im Breisgau 1904
- Dein Reich komme. Predigten, Helbing & Lichtenhahn, Basel 1909
- Religionsphilosophie, 2 Bände, Zürich 1909
- Die neue Schweiz. Ein Programm für Schweizer und solche, die es werden wollen,
- Weltreich, Religion und Gottesherrschaft, 2 Bände, Rotapfel, Zürich/Leipzig 1922
- Der Kampf um das Reich Gottes in Blumhardt, Vater und Sohn – und weiter!, Rotapfel, Zürich/Leipzig 1922
- Von Christus zu Marx – von Marx zu Christus. Ein Beitrag, Harder, Wernigerode 1929 (Nederlandse vertaling: Van Christus tot Marx - van Marx tot Christus)
- Das Reich und die Nachfolge. Andachten, Herbert Lang, Bern 1937 (vertaald als "Het Koninkrijk Gods", Ploegsma 1939)
- Gedanken. Aus vierzig Jahren geistigen Kampfes. Ausgewählt von Freunden, Herbert Lang, Bern 1938
- Die Botschaft vom Reiche Gottes. Ein Katechismus für Erwachsene, Herbert Lang, Bern 1942 (Nederlandse vertaling: De Boodschap van het Koninkrijk Gods)
- Die Gleichnisse Jesu, Herbert Lang, Bern 1944
- Die Bergpredigt Jesu, Herbert Lang, Bern 1945
- Die Geschichte der Sache Christi. Ein Versuch, Herbert Lang, Bern 1945
- Die Bibel. Eine Deutung, 7 dln., Diana, Zürich 1947–50
- Mein Weg. Eine Autobiographie, 2 dln., Diana, Zürich 1952
- Eingriffe ins Zeitgeschehen. Reich Gottes und Politik. Texte von 1900 bis 1945, uitgegeven door Ruedi Brassel en Willy Spieler, Exodus, Luzern 1995, ISBN 978-3-905575-56-9.
- Leonhard Ragaz in seinen Briefen, uitgegeven door Christine Ragaz et al.:
  - Band 1: 1887–1914, Zürich 1966, ISBN 978-3-290-11187-8.
  - Band 2: 1914–1932, Zürich 1982, ISBN 978-3-290-11469-5.
  - Band 3: 1933–1945, Zürich 1992, ISBN 978-3-290-10869-4.